# Interjet
Interjet (юридическое название — ABC Aerolíneas, S.A. de C.V.) — мексиканская бюджетная авиакомпания, выполнявшая пассажирские авиарейсы как внутри Мексики, так и в страны Карибского бассейна, Центральной, Северной и Южной Америки. Базируется в аэропорту Мехико и аэропорту имени Адольфо Лопеса Матеоса в городе Толука-де-Лердо.
Авиакомпания является крупнейшим иностранным и стартовым заказчиком в Северной Америке российского регионального самолёта Sukhoi Superjet 100. По состоянию на август 2019 года в авиакомпании находятся 22 такие машины.
Компания принадлежит группе компаний Aleman Group. Штаб-квартира расположена в Мехико. 
В декабре 2020 было объявлено, что авиакомпания прекращает деятельность, восстановление не ожидается. Веб-сайт компании не работает.

## История
Авиакомпания начала выполнение рейсов 1 декабря 2005 года с парком в 7 A320, ранее принадлежавших авиакомпании Volare Airlines.
18 сентября 2013 года Interjet два самолёта SSJ-100 выполнили первые коммерческие рейсы — из Мехико в Торреон (№ 95023) и из Мехико в Агуаскальентес (№ 95024). 12 сентября 2014 года, после получения сертификата FAA — Федерального авиационного агентства США, был выполнен первый коммерчески рейс на территорию США из Монтеррея в Сан-Антонио (штат Техас).
В 2019 году появилась информация, что Interjet может отказаться от эксплуатации ВС типа SSJ-100, и что рассматривается вопрос о продаже самолётов российского производства. Позже стало известно о рассмотрении вопроса о «частичном перераспределении флота авиакомпании», а не об полном отказе от SSJ-100.

## Деятельность
Авиакомпания работает по гибридной модели. Самолёты авиакомпании имеют одноклассную компоновку, что является признаком бюджетной авиакомпании.
С другой стороны, на рейсах предлагаются напитки и закуски, а также система развлечения. В отличие от большинства других бюджетных авиакомпаний шаг кресел в самолётах не минимальный.

## Маршрутная сеть
Основная специализация Interjet — выполнение пассажирских авиарейсов внутри самой Мексики по 37 направлением. Узловые аэропорты авиакомпании расположены в городах Мехико и Толука-де-Лердо, откуда перевозчик также выполняет и международные рейсы в США, Колумбию, Коста-Рику, Кубу и Гватемалу.

### Код-шеринговые соглашения
Intejet также ведёт сотрудничество по код-шеринговым соглашениям другими авиакомпаниями:
| - American Airlines (Oneworld) - Iberia (Oneworld) |

## Флот
По состоянию на июль 2018 года воздушный парк авиакомпании составляли 84 самолёта. Во флот входили следующие модели самолётов:
В Interjet самолёты Superjet подвергались «авиаканнибализации», когда детали с одного самолёта ставились на аналогичные, для поддержания их летной годности. За год до прекращения работы, компания пыталась найти покупателей на самолёты Superjet, большинство из которых простаивало.